# エコギャラリー新宿
エコギャラリー新宿（えこぎゃらりーしんじゅく）は、東京都新宿区西新宿二丁目の新宿中央公園内にある、新宿区立環境学習情報センターと新宿区立区民ギャラリーの複合施設の名称である。

## 所在地
〒160-0023 東京都新宿区西新宿2-11-4（新宿中央公園内）

## 概要
西新宿の中央公園内に位置する施設で、特定非営利活動法人新宿環境活動ネットが指定管理者として、2004年4月1日より管理運営を行っている。多くの地域団体や事業者、行政、学校等と連携しながら、市民参画型の「協働」による公共施設運営にチャレンジしており、様々な取り組みが行われている。
2階の環境学習情報センターでは、「新宿区の環境」を改善し、住みやすい街作りをしていくための活動が行われている。環境について楽しみながら学ぶことができるイベントや講座を多数開催しているほか、学校の授業づくり、社員研修相談、区民の環境活動など、環境活動に関する相談に応じており、新宿区の環境学習、環境活動の拠点となっている。
具体的な活動方針であるが、「地域」「区民」「事業者・企業」「子ども」「次世代への人材育成」をテーマに、多くのイベントや講座が組まれている。主なイベントとしては、エコワングランプリやみどりのカーテンプロジェクト、新宿版環境日記、エコツアー、エコリーダー養成講座、企業向けセミナーなどが挙げられる。また、まちの先生見本市やエコライフまつりなどの地域連携事業も行っている。
小学生向けの講座として「子どもエコ広場新宿」が毎月1〜2回開催されており、インターン生や中高生ボランティアを中心に活動をサポートしている。参加には会員登録が必要。
夏休みには「エコにトライ！」が開催され、エコクラブに登録していない子でも気軽にエコ活動に参加することができる。
また、環境啓発のためのユニークなキャラクターも考案されており、その代表としてエコ王子と新宿エコレンジャーが挙げられる。エコ王子は新宿環境学習センターのインターン生の考案から生まれたキャラクターで、環境日記やポスターなど、様々な媒体に登場している。新宿エコレンジャーは、子供たちへの環境活動への興味を促すために考案されたキャラクターで、「省エネルギー」「水と空気」「リデュース・リユース・リサイクル」「みどりや自然環境」「環境測定・パトロール」の5つの環境分野をテーマにしている。

## 施設

### 区民ギャラリー（1階）
- 開館時間 午前10時から午後6時まで
- 休館日 第4月曜日（その日が祝日の場合は次の日）・年末年始（12月29日～1月3日）

展示ホール
- - 床面積200m2、展示面延長約60m
  - 絵画・書道・写真など、日ごろの文化・学習活動の成果を発表・展示する場として利用できる。

### 環境学習情報センター（2階）
- 開館時間 午前10時から午後9時まで
- 休館日 第4月曜日（その日が祝日の場合は次の日）・年末年始（12月29日～1月3日）

展示室
- - 床面積100m2、展示面延長約30m
  - 環境活動の成果の展示等に利用できる。

情報コーナー
- - 環境関連図書の閲覧や、インターネットによる環境学習関連情報の収集、少人数での打ち合わせスペースとして利用できる。

研修室（レクチャールーム）
- - 床面積約90m2
  - 環境活動に関する研修会や研究発表の場として利用できる。

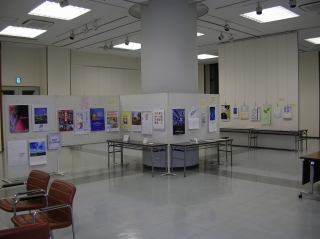
1階展示ホール
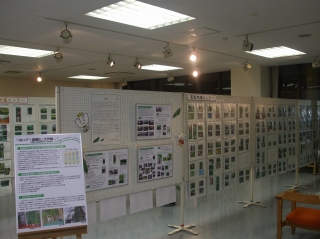
2階展示室
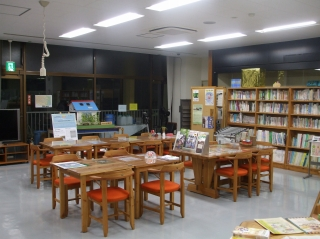
2階情報コーナー
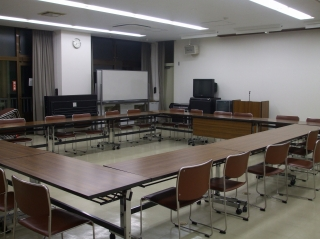
2階研修室

## アクセス
- 新宿駅西口より徒歩15分。都営大江戸線・都庁前駅出口より徒歩5分。丸ノ内線・西新宿駅2番出口より徒歩10分、ほか京王バス「十二社池の下」より徒歩1分
- 駐車場なし